# Christof Innerhofer
Christof Innerhofer (Brunico, 17 dicembre 1984) è uno sciatore alpino italiano, campione del mondo di supergigante nel 2011 e vincitore di diverse medaglie olimpiche e iridate.

## Biografia

### Stagioni 2000-2008
Risiede a Gais ed è tesserato per il gruppo sportivo Fiamme gialle. Sugli sci dall'età di tre anni, Innerhofer ha iniziato a partecipare a gare internazionali FIS nel novembre 1999. Quattro anni dopo è invece arrivato l'esordio in Coppa Europa.
A una buona stagione a livello continentale nel 2005-2006, coronata da due vittorie e un altro podio, è seguita la prima gara in Coppa del Mondo: il 12 novembre 2006 con lo slalom speciale di Levi, anche se in quell'occasione non ha finito la prima manche. I primi punti nella competizione sono arrivati invece il 10 dicembre successivo, quando è giunto 24º nella supercombinata di Reiteralm. Durante il 2007 ha preso parte ai Mondiali di Åre, arrivando 38º in discesa libera e non completando la supercombinata. Nella stagione seguente sono arrivati i primi piazzamenti tra i primi dieci, con un nono, un ottavo e due settimi posti.

### Stagioni 2009-2011
Nel 2008-2009 ha continuato a raccogliere buoni piazzamenti, prima di vincere nella discesa libera sulla difficile pista Stelvio di Bormio il 28 dicembre. Nei successivi Mondiali di Val-d'Isère 2009 è giunto quarto nella prova di supergigante, a cinque centesimi dal terzo posto del norvegese Aksel Lund Svindal, mentre nella discesa libera e nella supercombinata è stato rispettivamente 10º e 15º.
Ha preso parte ai XXI Giochi olimpici invernali di Vancouver 2010 (19° in discesa, 6° in supergigante, 8° in supercombinata) e un anno dopo, il 9 febbraio 2011, si è laureato campione del mondo di supergigante a Garmisch-Partenkirchen precedendo l'austriaco Hannes Reichelt e il croato Ivica Kostelić rispettivamente di 60 e 72 centesimi. Tre giorni dopo ha conquistato anche il bronzo in discesa libera, superato solo dal canadese Erik Guay e dallo svizzero Didier Cuche; infine il 14 febbraio si è aggiudicato anche la medaglia d'argento in supercombinata dietro al norvegese Aksel Lund Svindal e davanti all'altro azzurro Peter Fill. Con questa tripletta ha eguagliato il primato italiano del maggior numero di medaglie in un'unica rassegna iridata: tre come Zeno Colò ad Aspen nel 1950, anche se allora si trattò di due ori ed un argento.

### Stagioni 2012-2025
Il 15 marzo 2012, nelle finali di Schladming, si è aggiudicato la sua terza gara di Coppa vincendo il supergigante con cui si concludeva la stagione agonistica, diventando il secondo sciatore italiano, dopo Gustav Thöni, a collezionare vittorie in Coppa del Mondo in tre diverse specialità. L'anno dopo, ai Mondiali di Schladming, si è classificato 14º nella discesa libera, 7° nel supergigante e non ha concluso la supercombinata.
Il 9 febbraio 2014 ha vinto la medaglia d'argento nella discesa libera dei XXII Giochi olimpici invernali di Soči 2014, arrivando a 6 centesimi di secondo dal vincitore Matthias Mayer. Innerhofer è divenuto così il primo atleta italiano a conquistare l'argento olimpico nella disciplina; in precedenza solo due azzurri erano saliti sul podio di discesa: Zeno Colò, oro a Oslo 1952, e Herbert Plank, bronzo a Innsbruck 1976. Il 14 febbraio ha conquistato la sua seconda medaglia olimpica, arrivando terzo nella supercombinata, mentre due giorni dopo non ha concluso la prova di supergigante. Assieme ad Arianna Fontana, vincitrice di una medaglia d'argento e due di bronzo nello short track, è stato l'unico atleta plurimedagliato per l'Italia in quella edizione olimpica.
Ai Mondiali di Vail/Beaver Creek 2015 è stato 24º nella discesa libera e 18º nel supergigante e nella combinata e ai XXIII Giochi olimpici invernali di Pyeongchang 2018 si è classificato 17º nella discesa libera, 16º nel supergigante e 14º nella combinata. Ai Mondiali di Åre 2019 è stato 11º nella discesa libera, 4º nel supergigante e non ha completato la combinata e a quelli di Cortina d'Ampezzo 2021 si è classificato 6º nella discesa libera, 23º nel supergigante e 14º nella combinata; l'anno dopo ai XXIV Giochi olimpici invernali di Pechino 2022 si è piazzato 10º nella combinata e non ha completato né la discesa libera né il supergigante, mentre ai Mondiali di Courchevel/Méribel 2023 è stato 20º nel supergigante e a quelli di Saalbach-Hinterglemm 2025 nella medesima specialità si è classificato 24º.

## Palmarès

### Olimpiadi
- 2 medaglie:

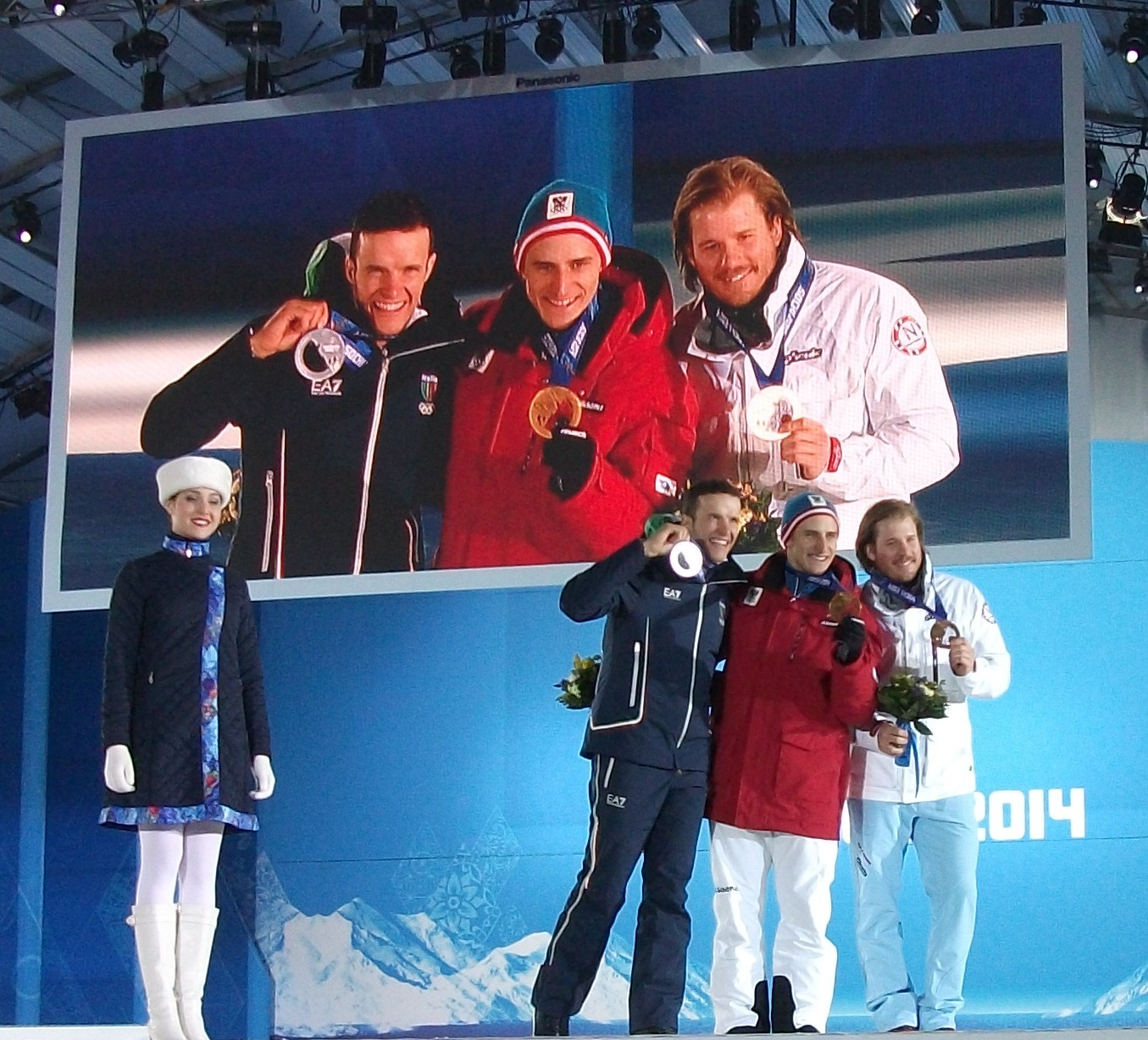
Innerhofer (argento, a sinistra) sul podio della discesa libera olimpica di con Matthias Mayer (oro, al centro) e Kjetil Jansrud (bronzo, a destra)

  - 1 argento (discesa libera a Soči 2014)
  - 1 bronzo (supercombinata a Soči 2014)

### Mondiali
- 3 medaglie:
  - 1 oro (supergigante a Garmisch-Partenkirchen 2011)
  - 1 argento (supercombinata a Garmisch-Partenkirchen 2011)
  - 1 bronzo (discesa libera a Garmisch-Partenkirchen 2011)

### Coppa del Mondo
- Miglior piazzamento in classifica generale: 8º nel 2011
- 18 podi (9 in discesa libera, 7 in supergigante, 2 in supercombinata):
  - 6 vittorie (4 in discesa libera, 1 in supergigante, 1 in supercombinata)
  - 7 secondi posti (3 in discesa libera, 4 in supergigante)
  - 5 terzi posti (2 in discesa libera, 2 in supergigante, 1 in supercombinata)

#### Coppa del Mondo - vittorie
| Data             | Località               | Paese       | Specialità |
| ---------------- | ---------------------- | ----------- | ---------- |
| 28 dicembre 2008 | Bormio                 | Italia      | DH         |
| 26 febbraio 2011 | Bansko                 | Bulgaria    | SC         |
| 15 marzo 2012    | Schladming             | Austria     | SG         |
| 30 novembre 2012 | Beaver Creek           | Stati Uniti | DH         |
| 19 gennaio 2013  | Wengen                 | Svizzera    | DH         |
| 23 febbraio 2013 | Garmisch-Partenkirchen | Germania    | DH         |

Legenda:

DH = discesa libera

SG = supergigante

SC = supercombinata

### Coppa Europa
- Miglior piazzamento in classifica generale: 8º nel 2006
- 7 podi:
  - 3 vittorie (1 in discesa libera, 1 in supergigante, 1 in slalom indoor)
  - 1 secondo posto
  - 3 terzi posti

#### Coppa Europa - vittorie
| Data            | Località  | Paese       | Specialità |
| --------------- | --------- | ----------- | ---------- |
| 2 febbraio 2006 | Veysonnaz | Svizzera    | DH         |
| 3 febbraio 2006 | Veysonnaz | Svizzera    | SG         |
| 8 novembre 2007 | Landgraaf | Paesi Bassi | IN         |

Legenda:

DH = discesa libera

SG = supergigante

IN = slalom indoor

### South American Cup
- Miglior piazzamento in classifica generale: 28º nel 2017
- 1 podio:
  - 1 secondo posto

### Campionati italiani
- 17 medaglie[8][9][10]:
  - 8 ori (combinata nel 2006; discesa libera nel 2016; discesa libera, combinata nel 2018; combinata nel 2019; supergigante nel 2022; discesa libera nel 2023; discesa libera nel 2025)
  - 6 argenti (supercombinata nel 2007; supergigante nel 2018; discesa libera nel 2019; discesa libera, supergigante nel 2021; supergigante nel 2024)
  - 3 bronzi (supergigante nel 2006; slalom gigante nel 2008; discesa libera nel 2022)